# Jöns Bengtsson (Oxenstierna) den äldre
Jöns Bengtsson (Oxenstierna), död 31 december 1399, var en svensk riddare. Alla nu levande Oxenstiernor härstammar från honom.

## Biografi
Jöns Bengtsson (Oxenstierna) var son till riksrådet Bengt Nilsson och Ingeborg Nilsdotter. Han var 3 januari 1380 väpnare och var det åtminstone fram till 30 januari 1387. Jöns Bengtsson var 6 november 1391 riddare och pantsatte 1396 gods i Västergötland till riddaren Nils Svarte skåning. Han sålde jord i Forsta i Tensta socken 20 juni 1396 och avled 1399.

### Egendom
Jöns Bengtsson ägde Salsta slott i Tensta socken.

### Familj
Jöns Bengtsson var gift med Margareta Finvidsdotter, dotter till riksrådet Finvid Finvidsson den äldre och Catharina Magnusdotter (Blå). De fick tillsammans barnen abbedissan Katarina Jönsdotter (Oxenstierna) i Sko kloster, riksföreståndaren Nils Jönsson (död 1450) och  riksföreståndare Bengt Jönsson (död omkring 1450).